# Kőkorszak
A kőkorszak az őskor egy szakasza, körülbelül 2,4 millió évvel ezelőttől i. e. 4500-ig tart. Az emberré válás evolúciós folyamatában a kőkorszak azt a szakaszt takarja, ami kőeszközök kizárólagos használatával jellemezhető. A kőeszközök nemcsak az emberre jellemzők, hanem az emberfélék közül több más nemre is, így például az Australopithecusra. Alsó határa az első készített eszközök megjelenését takarja, felső határa azonban csak közmegegyezéses határ. Már i. e. 4500 előtt is megjelentek olyan régészeti kultúrák, amelyek rezet is használtak (Anatólia), majd a termékeny félholdon is elterjedt. Kőkori kultúrák azonban még a 20. században is léteztek.
A kőkorszak kifejezést a régészeti és ősrégészeti anyag leírásának segítésére találták ki, de ma már tudjuk, hogy határai csak közmegegyezésesek lehetnek, mivel az eszközkultúrák változása és fejlődése mindig folytonos, határ nélküli, ezenkívül földrajzilag más és más mértékű és jellegű. Egzakt, az egész Földre, vagy akár csak egy nagyobb régióra kiterjedően nem lehet az eszközkultúrák alapján periodizálni.

## Szakaszai
- - Paleolitikum (őskőkor vagy pattintott kőkor)
A kőeszközök megjelenésétől az utolsó jégkorszak végéig
Szakaszok:
    - Előember (az ember, Homo első képviselői): Homo habilis ("ügyes ember"), Homo erectus ("felegyenesedett ember")
    - Ősember: heidelbergi ember (Homo heidelbergiensis), neandervölgyi ember (Homo neanderthalensis)
    - Mai ember (Homo sapiens)
      - A mai ember kialakulása Kelet-Afrikában, kb. i. e. 160 000 – i. e. 60 000
      - A Föld benépesítése, a mai emberfajták (rasszok) és nyelvcsaládok kialakulása, kb. i. e. 60 000 – i. e. 10 000

  - Mezolitikum (középső kőkorszak vagy átmeneti kőkorszak)
A jégkorszak végétől a gazdálkodás megjelenéséig, kb. i. e. 10 000 – i. e. 7000
  - Neolitikum (újkőkor vagy csiszoltkő-kor)
A gazdálkodás kezdeteitől a fémek használatának elterjedéséig, kb. i. e. 7000 – i. e. 4500

A kőkorszakot általában a rézkorszak követte, de egyes régészeti műveltségekben más és más időpontban, vagy akár teljesen ki is maradhatott, és a kőkort átmenet nélkül követhette a bronz- vagy vaskor.

## Paleolitikum

### Alsó paleolit
A kőkorszak minden egyes periódusának időhatárai és jellegei vitatottak valamilyen mértékben. Igaz ez a paleolitikum kezdetére is. A bizonytalanságokat itt az okozza, hogy mit tekintünk készített és tudatosan használt kőeszköznek? Egyes korai, eszköznek látszó tárgyak lehetnek véletlenül eltört, használat közben kicsorbult természetes eredetűek, és ennek a fordítottja is előfordul, miszerint a kőeszközökről nem mindig látszik első pillantásra, hogy készített, mesterséges tárgyak lennének. Ezt a kérdést igyekszik kideríteni egy viszonylag új diszciplina, a kísérleti régészet.
E bizonytalanságokból eredően a paleolitikum alsó határát 2,8 és 2,3 millió év között határozzák meg általában. Az első eszközkészítő a tudomány jelenlegi állása szerint az Australopithecus nembe tartozó A. garhi volt, Afrikában.
Az alsó paleolit a Homo habilis megjelenésének ideje, és még ennek folyamán elterjedt a Homo erectus is. A H. erectus tanulta meg a tűz őrzését is. Eszköztáruk leginkább a marokkőből (szakóca) állt. Az alsó paleolit eszközei tetembontásra és darabolásra alkalmas kőszilánkok, hasítókövek, kalapács- és marokkövek voltak, nincs köztük egyetlen vadász-szerszám sem. Egymillió évvel ezelőtt már a nyéllyuk nélküli balták és csákányok is elterjedtek. (A nyéllyukas csákánybaltákhoz először a fúrónak kellett megjelenni.)

### Felső paleolit
A középső és felső paleolit közti átmenet Európában azonos az aurignaci kultúra megjelenésével, körülbelül 35 000 évvel ezelőttre tehető és 30 000 éve ért véget. Ma már nem tartható az olyan álláspont, miszerint a felső paleolit a modern ember kialakulásával azonos, mivel már 90 000 éves emberi leletek is ismertek. Az aurignaci kor a neandervölgyi ember (Homo sapiens neanderthalensis) és a Homo sapiens sapiens együttélésének kora, és ezen ötezer év alatt az előbbiek teljesen eltűntek – vagy kihaltak, vagy beolvadtak (e kérdésben még mindig nagy a vita).
A gravetti típusú szerszámok egy része az úgynevezett mikrolit iparba tartozik. A mikrolit fogalom nevéből eredően egészen apró kőeszközöket, pengéket takar. Vitatott ezeknek a használati módja, de egyáltalán eszközjellegük is, mivel akár a kőpattintásból eredő éles hulladék is lehet. A kőanyag jellemzően kova, amiből vakaró- és véső eszközöket alakítottak ki. Emellett agancs- és csonteszközök is jelentős számban kerültek elő, amikből árak, ékek, lándzsa- és nyílhegyek, simítók készültek.
E korban az európaiak között széles körben elterjedt a testdíszítés szokása, ezzel párhuzamosan megjelentek a művészet kezdetei, a kisplasztika és a barlangrajzok.

## Mezolitikum
A középső kőkorszak (átmeneti kőkorszak, mezolitikum) a régészek adta elnevezés a kőkorszak egy szakaszára, amely a földtörténet szempontjából a korai európai holocénnel esik egybe. A mezolitikum a legújabb meghatározások szerint kb. 11 500 évvel ezelőtt kezdődött és a földművelés, illetve állattenyésztés megjelenésével ért véget, kb. a Kr. e. 8-6. évezredben.
A korszak elején egy lassú általános felmelegedés formájában, ill. következményeként, jelentős éghajlati és ökológiai változások következtek be: nagy tömegű jég vált vízzé, jelentős tengerszint-emelkedést okozva (Anglia levált Európáról, Észak-Amerika pedig Ázsiától), az átlaghőmérséklet nőtt, a hatalmas, egyhangú füves térségek eltűntek, s velük az olyan vándorló húsraktárak is, mint a mammutcsordák. A Föld képe változatosabbá vált, és ez többféle túlélési stratégiát követelt a korszak hominidáitól. A stabilnak bizonyuló stratégiák lassan, de biztosan, elterjedtek az egész világon.
A mezolitikum az utolsó jégkorszak, a Würm végével és az európai pleisztocén megafauna (barlangi medve, barlangi oroszlán, gyapjas mamut, gyapjas orrszarvú, óriásszarvas stb.) kihalásával vette kezdetét Európában. A mezolitikum emberei vadászattal és gyűjtögetéssel szerezték táplálékukat, ám a vadbőség megszűnése miatt csökkent a vadászat jelentősége és fokozatosan egyre nagyobb szerepet kapott a földművelés és állattenyésztés (utóbbiaknak talán éppen a vadbőség vége lehetett a hajtóereje). A mezolitikum tehát tulajdonképpen átmeneti kor a vadászó-gyűjtögető és a letelepedett földművelő és állattenyésztő életmódok között.

## Neolitikum

### Kerámia előtt
Az emberek még nem ismerték a kerámiát, csak napon száritott agyagedényeket használtak